# ギャンツェ県
ギャンツェ県（ギャンツェけん、チベット語：རྒྱལ་རྩེ་རྫོང་།、中国語：江孜県）は中華人民共和国チベット自治区シガツェ市の県の一つ。全称は「傑卡爾孜」で、「至高無上の王宮」を意味する。ヒマラヤ山脈の麓に位置する、チベットの歴史上の第三の大都市である。1994年に中国政府から国家歴史文化名城の称号を授与された。

## 歴史
ギャンツェはチベットの歴史上ラサとシガツェに次ぐ第三の重鎮であり、街の中心は古都の中心であるギャンツェ・ゾン（江孜宗山）にある。
9世紀に吐蕃王朝の後裔がこの辺りの地形の特異さを吉兆だとして山上に砦を建てた。14世紀サキャ王朝時、この地の首領が宮殿と砦を改修してチベット語で「至高無上の王宮」を意味する「傑卡爾孜」とした。江孜はその略称「傑孜」の中国語訛りであり、後に地名となった。清朝時、江孜宗の政府を宮殿内に設けこの山は「宗山」と呼ばれた。
1904年にイギリス領インドからイギリス軍が遠征（イギリスのチベット遠征）してきた際に山の中腹に砲台などの防御工事を行ったものの、実力が遥かに勝るイギリス軍に対し、この地を守っていた軍隊と民衆は弾薬も食糧も尽き崖から飛び降りて死んだ。なお香港返還ののちにかけて、「江孜虐殺事件」として、中国共産党などによって喧伝されるようになった（「ラサ条約」も参照）。
ギャンツェ県は1960年に設立され、現在はシガツェ市に属している。

## 行政区画
1鎮、18郷を管轄：
- 鎮：ギャンツェ鎮（江孜鎮）
- 郷：納如郷、卡麦郷、卡堆郷、蔵改郷、日朗郷、タクツェ郷（達孜郷）、熱索郷、重孜郷、龍馬郷、加克西郷、紫金郷、江熱郷、年堆郷、康卓郷、金嘎郷、日星郷、車仁郷、熱龍郷

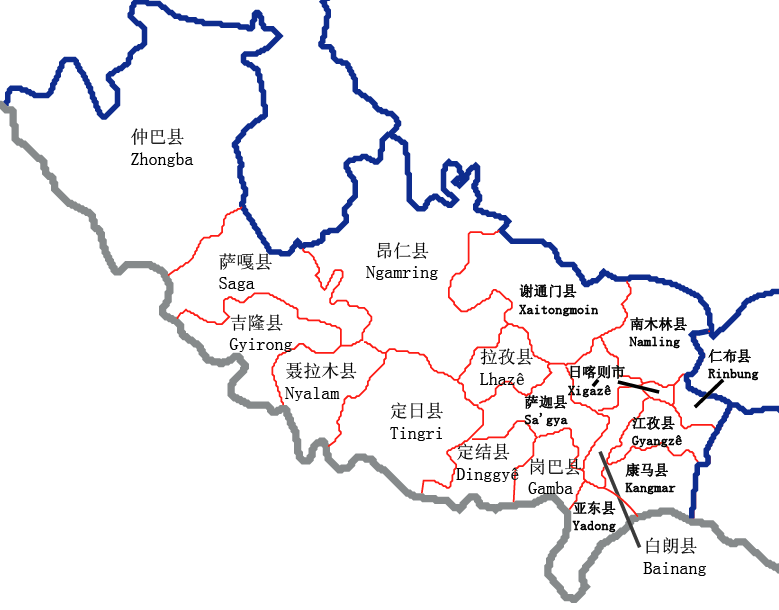
シガツェ地区の行政区画

## 地理・産業
チベット中南部のヒマラヤ山脈とカンディセ山脈との間の山谷内に位置し、ヤルンツァンポ川の支流ニャンチュ川を県境とする。全域の気候は温和、日照も充分で、物産は豊富。経済は農業が主で、主にハダカムギ、エンドウマメ、コムギ、アブラナ等を産するチベットの最も主要な食糧生産基地の一つであり、「後蔵の糧倉」の称を有す。当地で作られる絨毯は1200年の歴史があり評判がある。

## 文化
ギャンツェは国家歴史文化名城に指定されている。
- ギャンツェ・ゾン（江孜宗山）：ギャンツェ中心部にあるギャンツェ城で、イギリスのチベット遠征の際の激烈な戦跡である。全国重点文物保護単位に指定されている。
- パンコル・チューデ（白居寺）：チベット仏教の大寺院の一つ。1418年に建立され、大規模で寺内には多くの僧学院があり、チベット仏教のサキャ派とシャル派とゲルク派の大きく分けて3つが入っていて珍しいとされている。全国重点文物保護単位に指定されている。パルコル・チューデ、パンコル・チョーデなどと表記されることもある。
- パラ荘園（帕拉荘園）：チベット農奴制時代の荘園跡[2]。

ギャンツェ県
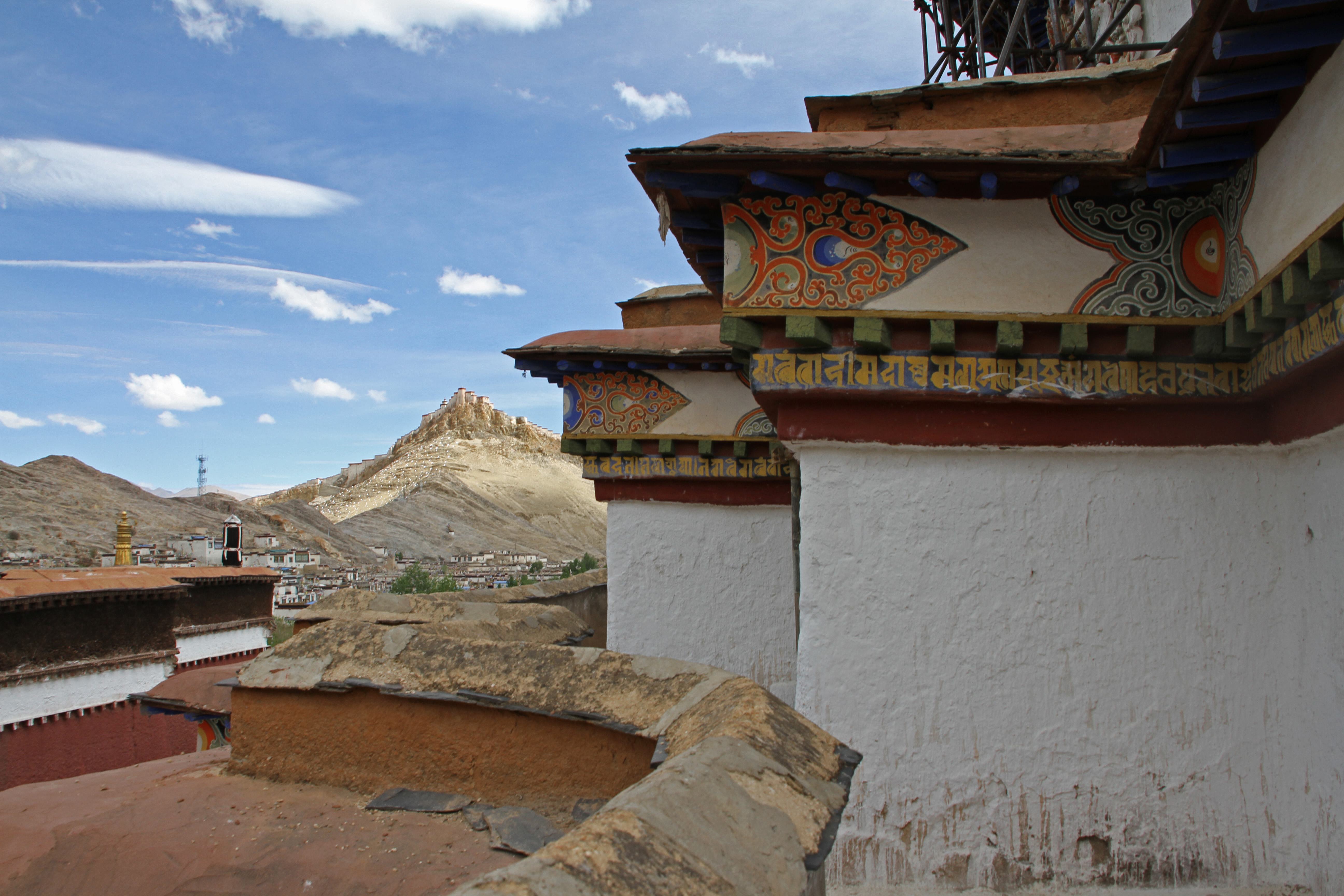
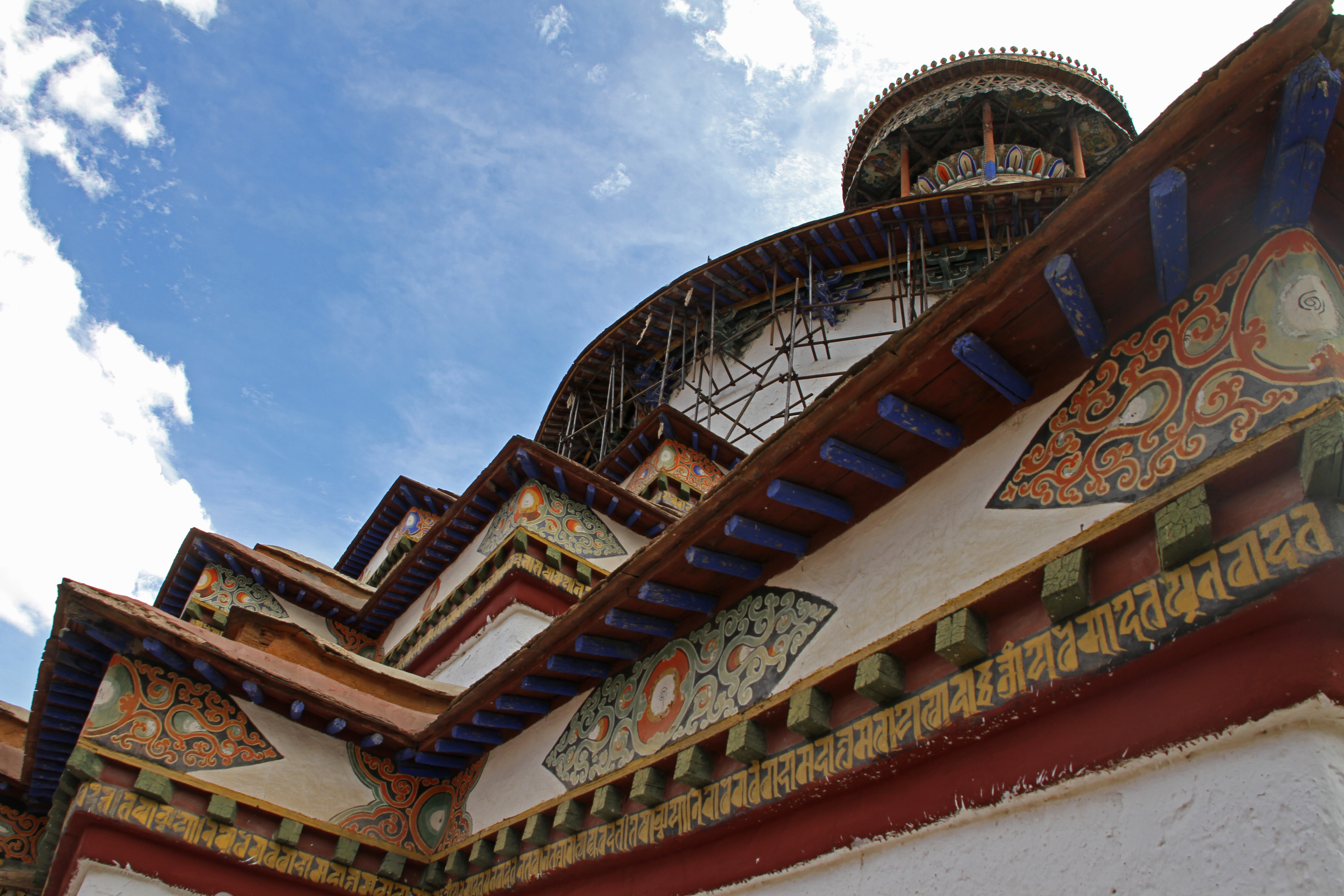
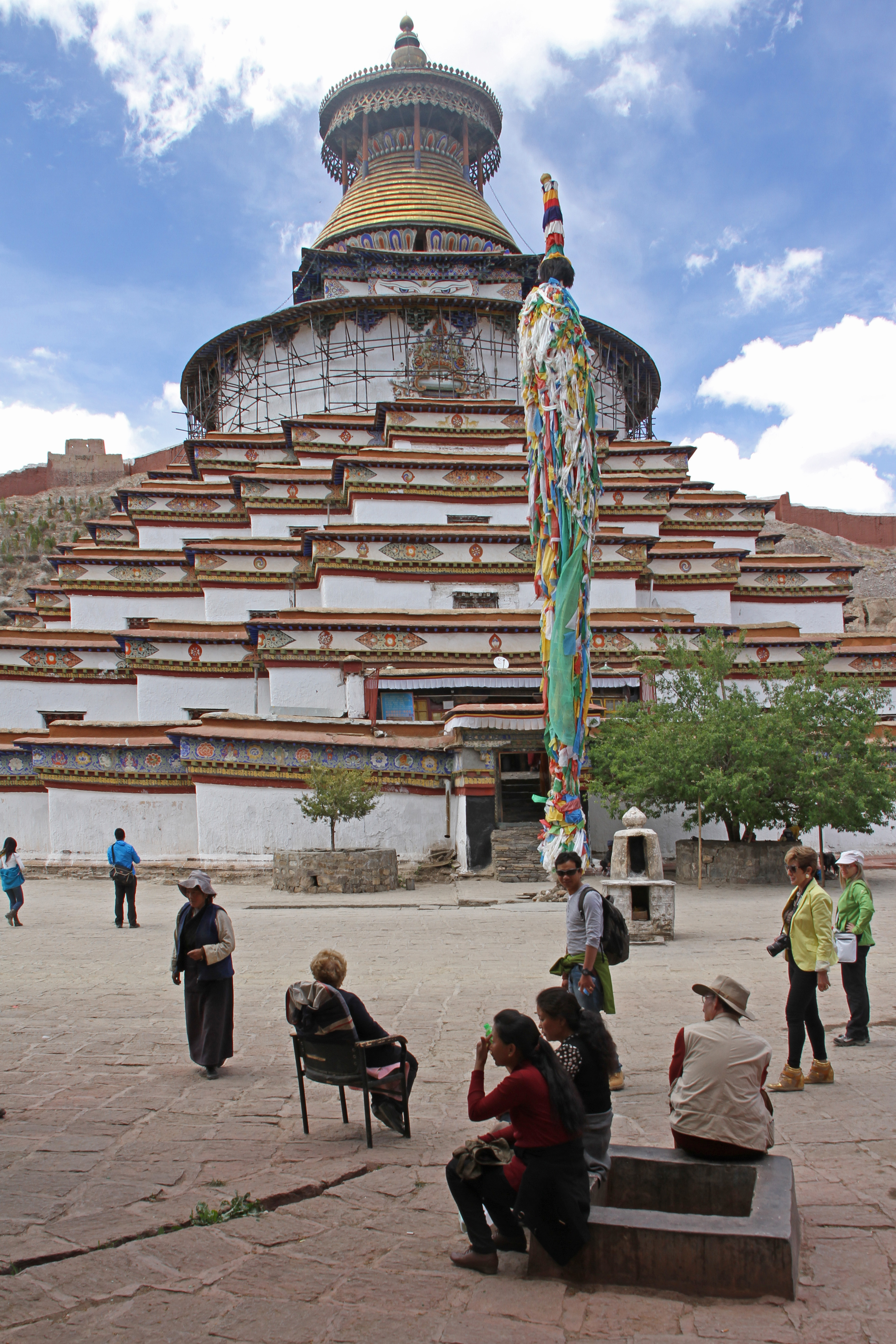
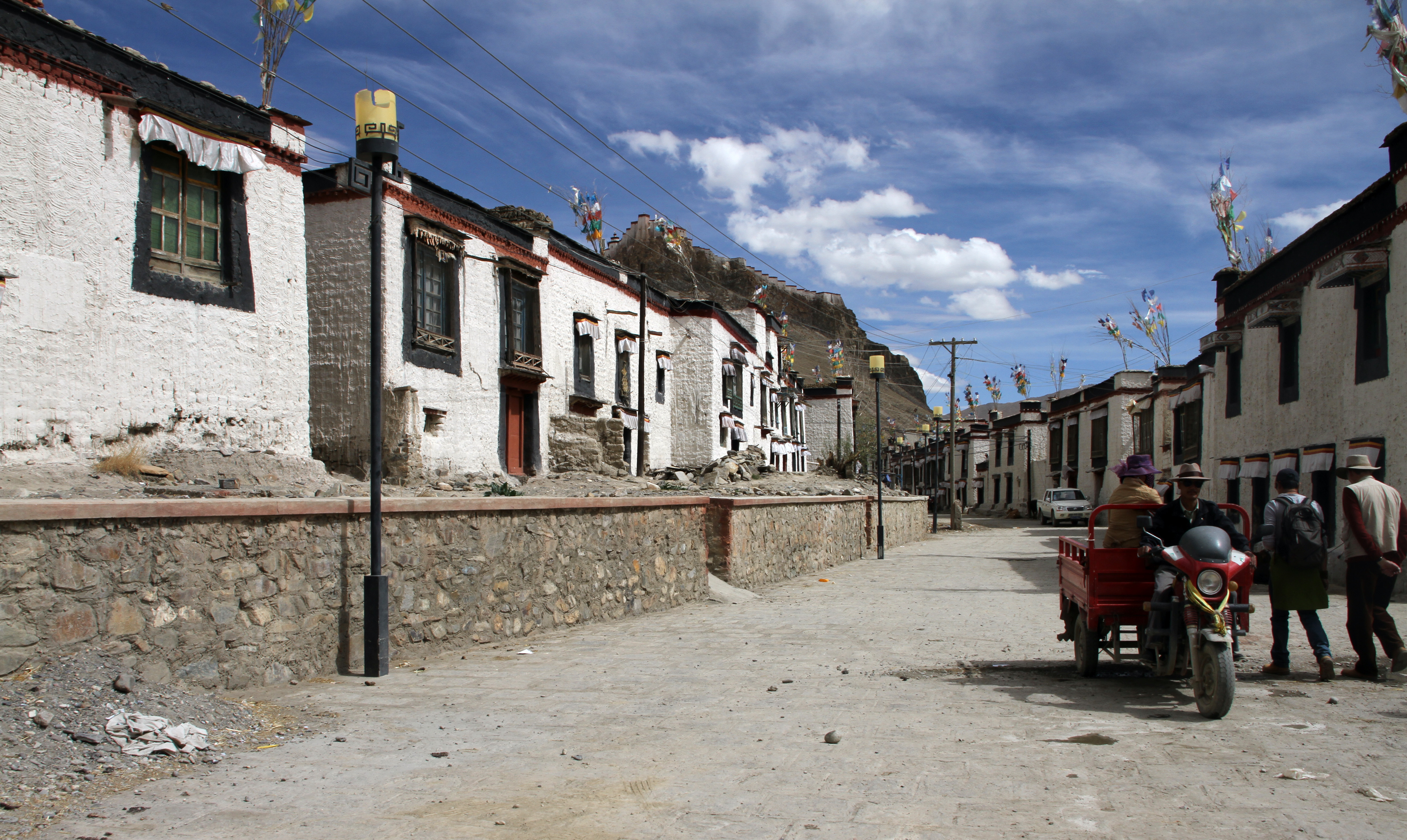
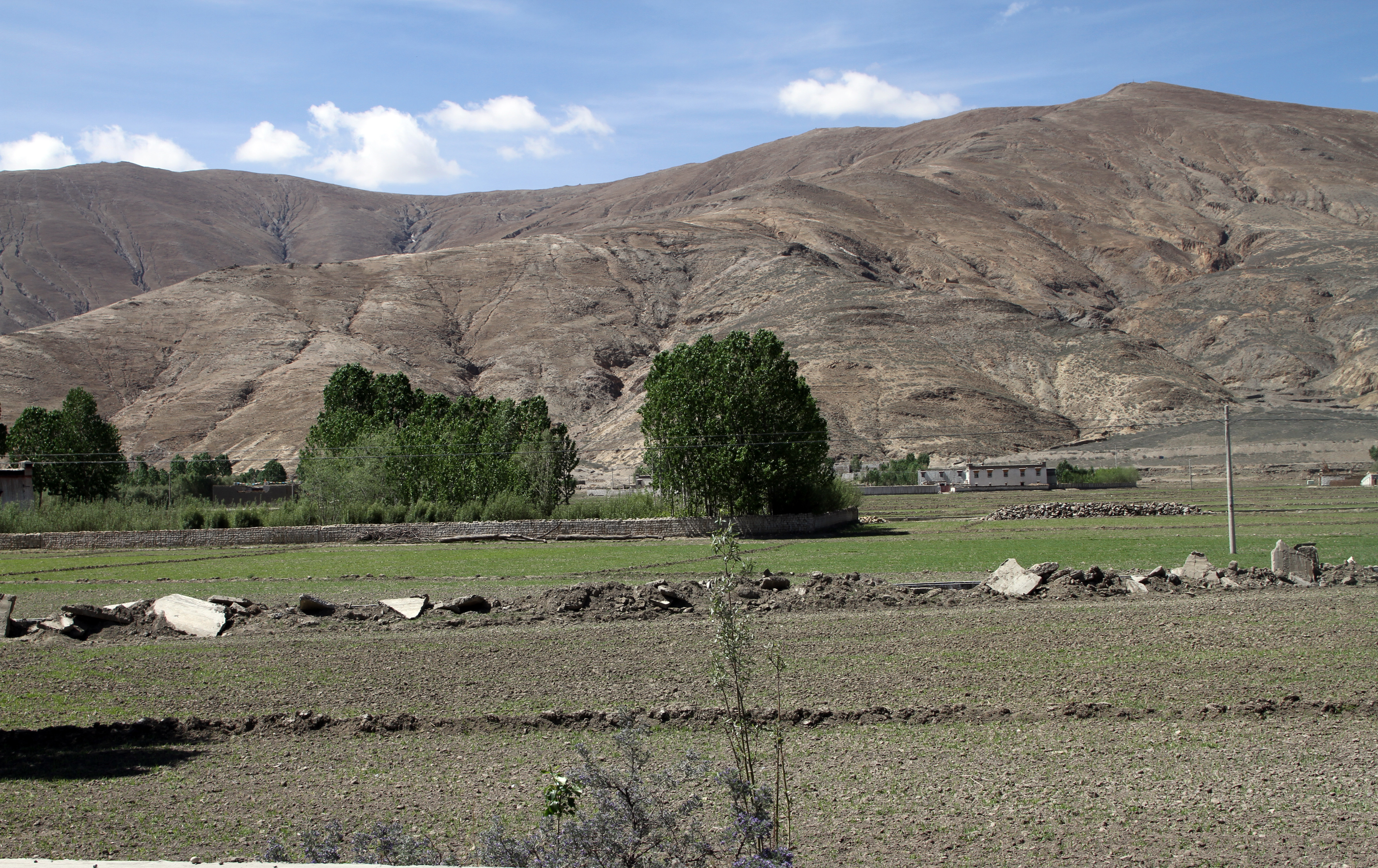
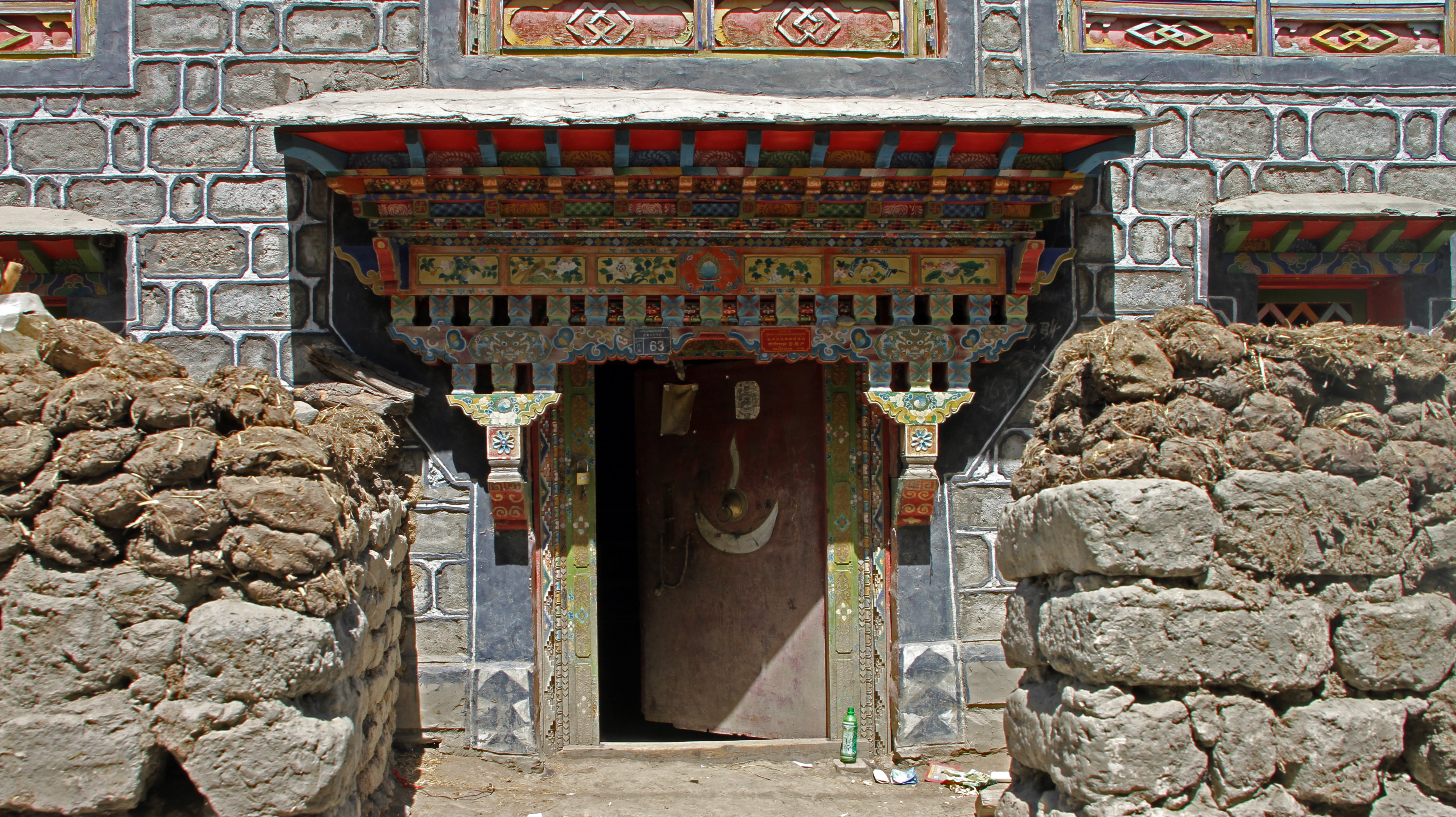